# مایکل بورلی
مایکل بورلی (انگلیسی: Michael Burleigh)(زاده ۳ آوریل ۱۹۵۵) نویسنده، روزنامه نگار و تاریخ‌نگار اهل بریتانیا است که مرکز توجه نوشته‌هایش در مورد تاریخ آلمان نازی و مسائل وابسته به آن است. بورلی هم‌اکنون یکی از اعضای هیئت مدیره مجله سیاسی - فرهنگی استند پوینت است. او در سال ۲۰۰۱ جایزه ادبی ساموئل جانسون را که به رمان‌های غیر داستانی داده می‌شود را به خاطر نگاشتن کتاب رایش سوم، تاریخی نوین به دست آورد. او به غیر از مجله استند پوینت، برای روزنامه‌های تایمز، دیلی میل و دیلی تلگراف نیز مقاله می‌نویسد.
بورلی هم‌اکنون ساکن جنوب شرقی در لندن است. وی در سال ۱۹۹۱ با لیندن بورلی ازدواج کرد و تا کنون با او زندگی می‌کند.